# Anno (serie)
Anno è una serie di videogiochi gestionali in tempo reale pubblicati per Microsoft Windows a partire dal 1998.

## Videogiochi

### Capitoli principali
| Anno | Titolo    | Piattaforma                             | Sviluppatore      | Editore                |
| ---- | --------- | --------------------------------------- | ----------------- | ---------------------- |
| 1998 | Anno 1602 | Windows                                 | Max Design        | Sunflowers Interactive |
| 2002 | Anno 1503 | Windows                                 | Max Design        | Sunflowers Interactive |
| 2006 | Anno 1701 | Windows, Nintendo DS                    | Keen Games        | Disney Interactive     |
| 2009 | Anno 1404 | Windows                                 | Related Design    | Ubisoft Entertainment  |
| 2011 | Anno 2070 | Windows                                 | Related Design    | Ubisoft Entertainment  |
| 2015 | Anno 2205 | Windows                                 | Ubisoft Blue Byte | Ubisoft Entertainment  |
| 2019 | Anno 1800 | Windows, PlayStation 5, Xbox Series X/S | Ubisoft Blue Byte | Ubisoft Entertainment  |
| 2025 | Anno 117  | Windows, PlayStation 5, Xbox Series X/S | Ubisoft Blue Byte | Ubisoft Entertainment  |

### Spin-off
| Anno | Titolo                       | Piattaforma      | Sviluppatore | Editore               |
| ---- | ---------------------------- | ---------------- | ------------ | --------------------- |
| 2007 | Anno 1701: Dawn of Discovery | Nintendo DS      | Keen Games   | Disney Interactive    |
| 2009 | Anno: Crea un nuovo mondo    | Nintendo DS, Wii | Keen Games   | Ubisoft Entertainment |
| 2013 | Anno Online                  | Windows          | Blue Byte    | Ubisoft Entertainment |